# Différenciation (économie)
Pour les articles homonymes, voir Différenciation.
En économie, la différenciation entre produits désigne l'existence de différences objectives ou subjectives faisant que deux biens proches ne sont pas considérés comme identiques par tous les consommateurs.  
Kelvin Lancaster distinguait la différenciation verticale de la différenciation horizontale : 
On parle de différenciation horizontale quand la différenciation concerne des caractéristiques pour lesquelles (à prix égal) les préférences varient selon les goûts des consommateurs. Dès lors, chaque caractéristique trouve sa demande et peut faire l'objet d'un marché, à condition que la demande soit suffisante et le marché rentable. 
On parle de différenciation verticale quand un bien est universellement considéré (à prix différent) comme supérieur à un autre (un grand vin par rapport à un vin de pays médiocre). 
Quand une entreprise décide de proposer un produit ayant ce type de relation avec les produits concurrents, on parle de différenciation compétitive. La différenciation peut également procéder de la localisation géographique des objets (une bouteille d'eau potable au Sahara n'est pas équivalente à la même bouteille au bord d'une source) ou de leur disponibilité à un moment donné (des fraises en hiver).